# Люди, пов'язані з Салоніками

## Святі
- Аристарх (апостол від 70)
- Давид Солунський
- Димитрій Солунський
- Євстафій Солунський
- Іоанн Солунський
- Кирило і Мефодій
- Ніколай Кавасіла
- Святий Нестор
- Святий Порфирій

## А
- Моріс Абраванель — шведсько-американський диригент, походив із салонікських сефардів, народжений в Салоніках.
- Марія Акрівопулу — грецька актриса та політик, член партії ПАСОК.
- Мойсей Альмосніно — раввін, походив із салонікських сефардів, автор праць-коментарів до біблійних сюжетів.
- Манілос Анагностакіс — грецький поет, один з представників марксистського руху доби громадянської війни в Греції.
- Сауль Амарел — фахівець з комп'ютерних технологій, піонер технологій штучного інтелекту.
- Анфімос Ананіадіс — грецький актор, відомий переважно за ролями в телесеріалах.
- Ніколас Асімос — грецький контркультурний композитор, співак, анархіст.
- Михаіл Астрапа і Євтихій — грецькі художники візантійської доби; виконували розписи церков на запрошення сербських правителів.
- Мустафа Кемаль Ататюрк — перший президент Туреччини.
- Маноліс Андрулакіс — грецький дипломат. Генеральний консул Греції у Маріуполі.

## Б
- Янніс Бутаріс — мер Салонік.

## В
- Евангелос Венізелос — грецький правник, політик, член ПАСОК, обіймав кілька міністерських посад.
- Матфій Властар (грец. Ματθαίος Βλάσταρις) — візантійський каноніст, ієромонах з Солуні. Помер близько 1360.

## Д
- Янніс Даліанідіс — грецький актор, кінорежисер, піонер грецького мюзиклу.
- Атанас Далчев — болгарський поет, критик та перекладач; лауреат премії Гердера.
- Ставрос Даміанідес — музикант бузукі.
- Траянос Деллас — грецький футболіст, гравець клубу АЕК та національної збірної; автор «срібного голу» на Євро-2004.

## Е
- Фрасос Евтіхідіс — голова відділу фінансових програм ЄС при префектурі Салонік; голова Центру дослідження та розвитку грецької культури країн Причорномор'я при префектурі Салоніки; менеджер по зв'язкам із громадськістю Всесвітньої Ради греків зарубіжжя.

## І
- Ісидор — Митрополит Київський і всієї Руси.
- Іліас Іліадіс — золотий медаліст Олімпіади 2004, чемпіон світу з дзюдо 2010 року.
- Івонн Сансон (1925—2003) — грецька акторка.

## К
- Такіс Канеллопулос — грецький актор, кінорежисер та сценарист.
- Даніель Карассо — винахідник йогурта.
- Христос Каріпідіс — грецький футболіст клубу «Омонія», Нікосія.
- Дімітрій Кідоніс — візантійський теолог, науковець; радник імператора Іоанна VI Кантакузина, три терміни служив на посту месазона (аналог прем'єр-міністра або державного секретаря у Візантії)
- Дімітріос Константопулос — грецький футболіст клубу «Ковентрі Сіті».
- Георгіос Кудас — грецький футболіст; один з найуспішніших гравців за всю історію грецького футболу; виступав за клуб ПАОК.
- Дінос Куіс — грецький футболіст клубу «Аріс».
- Ставрос Куїумтзіс — грецький композитор; за його підтримки розпочали кар'єру такі музиканти, як Йоргос Даларас, Анна Віссі, Харіс Алексіу, Елефтерія Арванітакі.

## Л
- Зоі Ласкарі — грецька театральна та кіноактриса.
- Йоргос-Еммануаль Лазарідіс — грецький диригент, керував оркестром в Альберт-холі, Віденському Концертхаусі, Афінському «Мегароні», Королівським філармонічним оркестром.

## М
- Фома Магістр — ченець, радник імператора Андроніка II Палеолога; теолог та ритор, автор схолій до давньогрецьких поетів.
- Діонісіос Макріс — грецький співак, виконавець сучасної лаїки.
- Марінелла — грецька співачка, виконавиця лаїки, рембетики та блюзу.
- Маркос Мамалакіс — грецький науковець, економіст, спеціаліст з країн, що розвиваються, переважно Латинської Америки.
- Фейдон Маттейоу (1924—2011) — грецький баскетболіст і баскетбольний тренер.

## П
- Григорій Палама — архієпископ Салонік.
- Васіліс Папагеоргопулос — грецький легкоатлет, Чемпіон Європи з легкої атлетики та Середземноморських ігор; мер міста Салоніки.
- Панайотіс Псоміадіс — грецький легкоатлет, номарх Салонік.

## Р
- Еміліос Ріадіс — грецький композитор початку 20 століття.
- Георгіос Рубаніс — грецький легкоатлет, олімпійський чемпіон 1956 року.

## С
- Христос Сардзетакіс — Президент Греції в період з 1985 до 1990 року.

## Т
- Демосфен Тампакос — грецький легкоатлет, олімпійський чемпіон 2004 року.
- Наташа Теодоріду — грецька співачка, виконавиця сучасної лаїки.
- Пасхаліс Терзіс — грецький співак, виконавець лаїки.

## Ф
- Панайотіс Фасулас — грецький баскетболіст, член партії ПАСОК, мер Пірея.

## Х
- Назим Хікмет — турецький поет, прозаїк, драматург і громадський діяч; засновник сучасної турецької поезії, першим у Туреччині почав практикувати верлібр.